# Gadács
Gadács là một thị trấn thuộc hạt Somogy, Hungary. Thị trấn này có diện tích 3,86 km², dân số năm 2010 là 82 người, mật độ 21 người/km².